# セックスと嘘とビデオテープ
『セックスと嘘とビデオテープ』（セックスとうそとビデオテープ、Sex, Lies, and Videotape）は、1989年のアメリカ合衆国映画。当時26歳だったスティーヴン・ソダーバーグの脚本・監督による、低予算のインディペンデント映画である。

## ストーリー
主人公アンは、有能な弁護士ジョンを夫に持ち、郊外の大きな邸宅に住む何不自由ない暮らしを送っていた。しかし、家庭ではセックスレスと鬱病に悩み、精神科に通う日々。さらに、夫はアンの妹シンシアと不倫中。そんなある日、夫の大学時代の友人であるグレアムが家捜しのため数日泊まることに。
アンは、少々変わり者で芸術家のような風貌をしたグレアムに興味を抱き、軽い気持ちで彼の家を訪れる。そこには、不特定多数の女性が性的な問題について語っている奇妙なビデオテープの山があった。

## キャスト
| 役名           | 俳優                   | 日本語吹替                                                   | 日本語吹替    |
| 役名           | 俳優                   | TBS版                                                        | Netflix版     |
| -------------- | ---------------------- | ------------------------------------------------------------ | ------------- |
| グレアム       | ジェームズ・スペイダー | 松橋登                                                       | 綱島郷太郎    |
| アン           | アンディ・マクダウェル | 小山茉美                                                     | 甲斐田裕子    |
| ジョン         | ピーター・ギャラガー   | 佐古雅誉                                                     | 置鮎龍太郎    |
| シンシア       | ローラ・サン・ジャコモ | 弘中くみ子                                                   | 皆川純子      |
| セラピスト     | ロン・ヴォーター       |                                                              |               |
| バーフライ     | スティーヴン・ブリル   |                                                              |               |
| その他         | N/A                    | 小川真司 牛山茂 金野恵子 福田信昭 伊藤和晃 辻親八 定岡小百合 | 辻井健吾 ほか |
|                |                        |                                                              |               |
| 演出           |                        | 福永莞爾                                                     |               |
| 翻訳           |                        | 入江敦子                                                     |               |
| プロデューサー |                        | 上田正人（TBS）                                              |               |
| 制作           |                        | ザック・プロモーション TBS                                   |               |

- TBS版：初回放送1991年11月6日 『水曜ロードショー』

## 評価
レビュー・アグリゲーターのRotten Tomatoesでは52件のレビューで支持率は96%、平均点は8.00/10となった。Metacriticでは17件のレビューを基に加重平均値が86/100となった。

## 受賞
この作品で、スティーヴン・ソダーバーグはデビュー作にしてカンヌ国際映画祭パルム・ドール（最高賞グランプリ）に輝き、グレアム役のジェームズ・スペイダーは男優賞を受賞した。また、サンダンス映画祭で観客賞、インディペンデント・スピリット賞でも作品賞・監督賞などを受賞した。